# Nelson Hysa
Nelson Hysa (ur. 6 września 1984 w Szkodrze) – albański bokser, brązowy medalista Mistrzostw Europy Juniorów z roku 2003, dwukrotny uczestnik Mistrzostw Świata z roku 2007 i 2009, mistrz Albanii z roku 2003, 2010 i 2013.

## Kariera
W sierpniu 2003 zdobył brązowy medal na Mistrzostwach Europy Juniorów w Warszawie. Hysa doszedł do półfinału kategorii superciężkiej. W 2003 był również mistrzem Albanii w kategorii superciężkiej. W lutym 2004 reprezentował Albanię na Mistrzostwach Europy w Puli, rywalizując w kategorii superciężkiej. Albańczyk przegrał swoją pierwszą walkę na mistrzostwach z Kurbanem Günebakanem, któremu uległ wyraźnie na punkty (15:30). W 2005 startował na Igrzyskach Śródziemnomorskich w Almerii. Odpadł w ćwierćfinale, przegrywając na punkty (8:21) z Milanem Vasiljeviciem.
W październiku 2007 reprezentował Albanię na Mistrzostwach Świata w Chicago. Hysa przegrał swój pierwszy pojedynek w 1/32 finału z Włochem Roberto Cammarelle. W lutym 2008 brał udział w turnieju kwalifikacyjnym dla Europy na Igrzyska Olimpijskie w Pekinie. W 1/16 finału pokonał go Anglik David Price. W 2009 startował na Mistrzostwach Świata w Mediolanie, odpadając w 1/16 finału po porażce z Bułgarem Kubratem Pulewem.
W 2010 i 2013 zdobywał mistrzostwo Albanii w kategorii superciężkiej.
W 2022 przeszedł na zawodowstwo. Na ringu zawodowym stoczył 20 walk, wygrywając wszystkie (w tym 18 przed czasem).